# Chelan Falls
Chelan Falls az Amerikai Egyesült Államok északnyugati részén, Washington állam Chelan megyéjében elhelyezkedő statisztikai település. A 2010. évi népszámlálási adatok alapján 329 lakosa van.

## Népesség
A 2010-es népszámláláskor  329 lakója, 100 háztartása és 80 családja volt. A népsűrűség 456,9 fő/km2. A lakóegységek száma 125, sűrűségük 173,6 db/km2. A lakosok 55,9%-a fehér,  0,6%-a indián, 0,3%-a ázsiai,  40,4%-a egyéb, 2,7%-a pedig kettő vagy több etnikumú. A spanyol vagy latino származásúak aránya 51,4% (49,8% mexikói, 0,3% Puerto Ricó-i,  1,2% egyéb spanyol vagy latino származású.)
A háztartások 44%-ában élt 18 évnél fiatalabb. 64% házas, 8% egyedülálló nő, 8% egyedülálló férfi, 20% pedig nem család. 14% egyedül élt; 8%-uk 65 éves vagy idősebb. Egy háztartásban átlagosan 3,29 személy élt; a családok átlagmérete 3,71 fő.
A medián életkor 29,9 év volt. Lakóinak 32,8%-a 18 évesnél fiatalabb, 5,2% 18 és 24 év közötti, 26,1%-uk 25 és 44 év közötti, 22,8%-uk 45 és 64 év közötti, 10%-uk pedig 65 éves vagy idősebb. A lakosok 51,7%-a férfi, 48,3%-a pedig nő.